# ХАЗ-30
ХАЗ-30 — украинский одномоторный двухместный сверхлёгкий самолёт.

## История
Самолёт был разработан в 2011—2012 гг. в качестве учебно-тренировочного самолёта для обучения пилотов.
До конца 2013 года было построено 10 самолётов.
В начале октября 2021 года директор Харьковского авиазавода А. Кривоконь сообщил в интервью, что при помощи венгерской компании "Magnus Aircraft Zrt." планируется создать модернизированный экспортный вариант ХАЗ-30.

## Описание
ХАЗ-30 построен по схеме высокоплана. Максимальная взлётная масса самолёта составляет 650 кг. Максимальная скорость — 200 км/ч, длина разбега — 100 м, длина пробега — 100 м.
Силовая установка включает поршневой четырёхцилиндровый бензиновый двигатель ROTAX-912ULS2 австрийского производства с тянущим трёхлопастным воздушным винтом, расположенный в носовой части фюзеляжа.

## Варианты и модификации
- ВиС-3 — первый предсерийный образец (с лобовым стеклом толщиной 3 мм)
- ХАЗ-30 — стандартизованный вариант для серийного производства (толщина лобового стекла увеличена до 4 мм)

## Страны-эксплуатанты
- Украина:

  - Общество содействия обороне Украины: два самолёта для ОСОУ были заказаны в 2012 году[2], они используются Харьковским авиаклубом ОСОУ имени Валентины Гризодубовой[8]
  - Воздушные силы Украины: в 2013 году один тренажёр[9] и 4 самолёта передали Харьковскому университету ВВС Украины в качестве учебных самолётов для начального обучения курсантов[4][10]